# Catedral de San Juan Bautista (Salto)
La parroquia Catedral basílica de San Juan Bautista se levanta en la ciudad de Salto (Uruguay).

## Historia
Los orígenes de la primera iglesia en este lugar datan del Éxodo del Pueblo Oriental en 1811. Este templo catedralicio basilical de estilo ecléctico con predominio del barroco, frente a la Plaza Artigas, fue levantado en 1889, según planos del salesiano Ernesto Vespignani y Construida por el italiano Romeo Angelo Ambrosini Bernasconi, nacido en Varese Italia el 18 de octubre de 1884, frentista calificado que contò con colaboradores (todos italianos) como Antonio Mentasti, Francisco Malnati y otros. Dedicado a san Juan Bautista, desde 1939 constituye la sede de la Diócesis de Salto. En la década de 1940 este templo fue reformado por el arquitecto Rafael Ruano.
En su interior se destacan varias pinturas de Zorrilla de San Martín y el Cristo en bronce de Edmundo Pratti.
El 9 de mayo de 1988, el papa Juan Pablo II visitó esta Catedral.
El 8 de abril de 1997 fue declarada basílica menor.